# UTC−8
UTC-8 — шістнадцятий часовий пояс. Має центральним меридіаном 120° зх.д. Час тут на 8 год відстає від всесвітнього та на 10 — від київського.
Географічні межі поясу:
- східна - 112°30' зх. д.
- західна - 127°30' зх. д.

Між цими меридіанами розташовані такі території: захід Північної Америки (Тихоокеанське узбережжя), острів Піткерн. Водночас частина вказаних територій використовує інші зміщення від UTC, а окремі території за межами географічного поясу UTC-8 використовують цей час.
У навігації позначається літерою U (часова зона Юніформ).

## Місцеві назви часового поясу UTC-8
- Тихоокеанський стандартний час (Північна Америка: США і Канада) - PST
- Аляскинський літній час - AKDT
- Північно-західний час (Мексика)
- Піткернський час

## Використання

### Постійно протягом року
- Велика Британія - част.:
  -  Піткерн
- Мексика - част.:
  - Баха-Каліфорнія - острови в Тихому океані
- Франція - част.:
  - Острів Кліппертон

### З переходом на літній час
- Канада - на таких територіях:
  - Британська Колумбія (більша частина провінції)
- Мексика - на таких територіях:
  - Баха-Каліфорнія (континентальна частина)
- США - част.:
  - Вашингтон
  - Каліфорнія
  - Невада
  - Орегон

### Як літній час
- США - част.:
  - Аляска (за винятком Алеутських островів)

## Історія використання
Додатково UTC-8 використовувався:

### Як стандартний час
- Канада - част.:
  - Юкон
- Мексика - част.:
  - Баха-Каліфорнія (1924-1927, 1930-1942, 1945-1948 та від 1949)
  - Баха-Каліфорнія-Сур (за деякими даними 1949-1970)
  - Сіналоа (за деякими даними 1949-1970)
  - Сонора (за деякими даними 1949-1970)
- США - част.:
  - Аляска - част.:
    - південно-східна частина (Джуно)

### Як літній час
- Канада - част.:
  - Юкон